# Munt van Sint-Petersburg

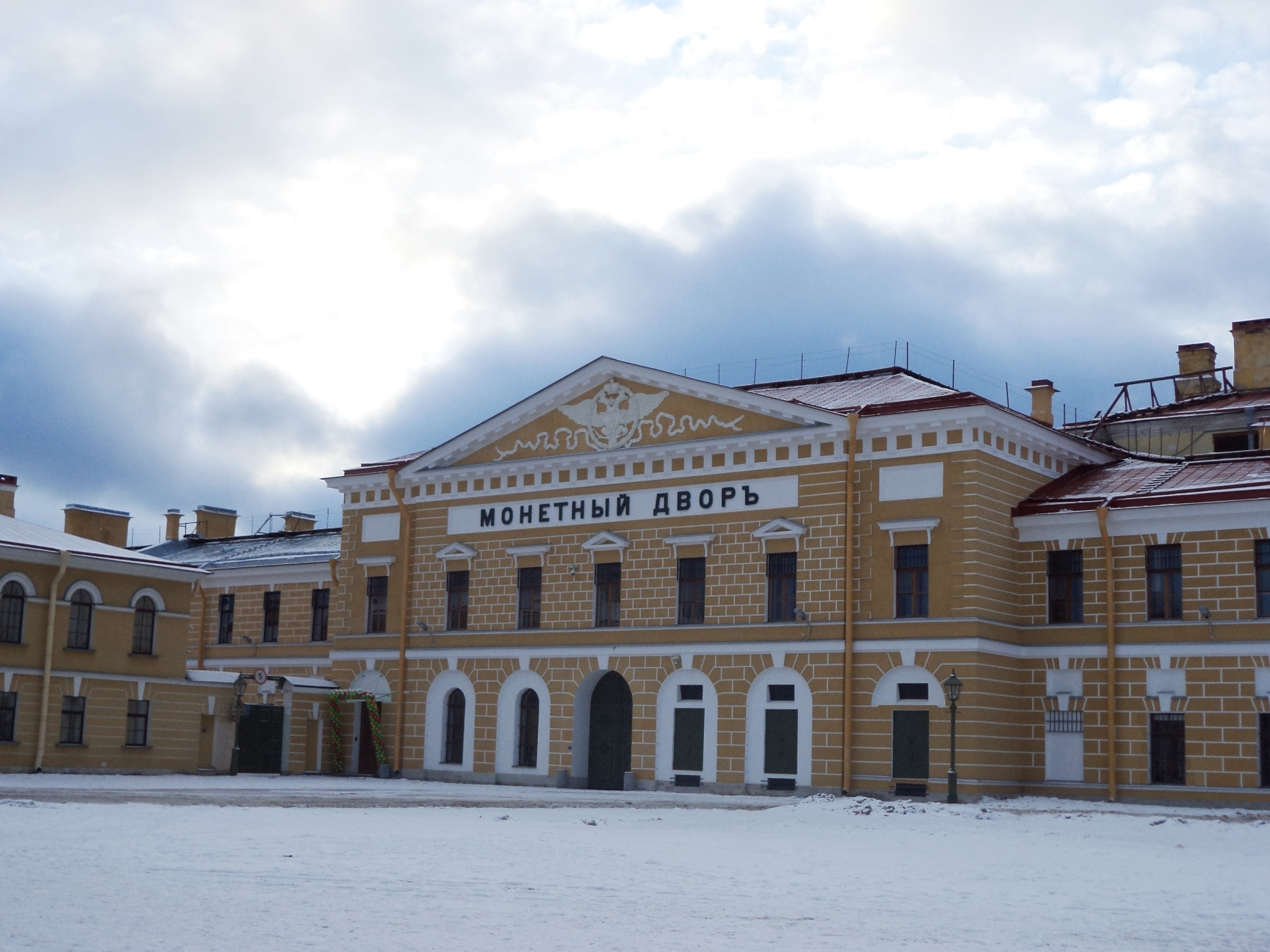

De Munt van Sint-Petersburg (Russisch:  Санкт-Петербу́ргский моне́тный двор) is een munthuis in het Russische Sint-Petersburg. De Munt werd opgericht in 1724 door tsaar Peter de Grote in de Petrus-en-Paulusvesting. Er worden munten geslagen van de Russische roebel. De Munt van Sint-Petersburg maakt (samen met de Munt van Moskou) deel uit van het Russische staatsbedrijf Goznak.